# 青绿蓝头鹊
青绿蓝头鹊（学名：Cyanolyca turcosa），是鸦科蓝头鹊属的一种，分布于厄瓜多尔、秘鲁和哥伦比亚。全球活动范围约为62,100平方千米。该物种的保护状况被评为无危。
青绿蓝头鹊的栖息地包括亚热带或热带严重退化的前森林和亚热带或热带的湿润山地林。